# Espasens
Espasens és un veïnat del municipi de Fontcoberta que havia estat municipi independent a principis del Segle XIX. El 1846 va ser agregat, juntament amb Vilavenut, a Fontcoberta.
Al nucli d'aquest veïnat hi ha l'església romànica de Santa Caterina d'Espasens o de Fontcoberta i les restes del Castell d'Espasens. També hi destaca la casa de pagès de Can Ginebreda.